# انجی بینبریج
انجی بینبریج (انگلیسی: Angie Bainbridge؛ زادهٔ ۱۶ اکتبر ۱۹۸۹) شناگر اهل استرالیا است.
وی در مسابقات کشوری و بین‌المللی در مجموع برندهٔ ۱ مدال طلا، ۶ مدال نقره، ۱ مدال برنز شده‌است.